# بيشة بنة (عشر ستاق)
بیشة بنة (بالفارسية: بیشه‌بنه) هي قرية تقع في إيران في قسم عشر ستاق الريفي. يقدر عدد سكانها بـ 775 نسمة بحسب إحصاء 2016.